# Lebozán (Beariz)
Lebozán (llamada oficialmente Santa Cruz de Lebozán) es una parroquia y un lugar español del municipio de Beariz, en la provincia de Orense, Galicia.

## Organización territorial
La parroquia está formada por seis entidades de población:
- Arnelas
- La Hermida (A Ermida)
- Las Santas (As Antas)
- Lebozán
- Liñares (Os Liñares)
- Ventelas (As Ventelas)

## Demografía

### Parroquia
| Gráfica de evolución demográfica de Lebozán (parroquia) entre 2000 y 2022 |
|                                                                           |
| Datos según el nomenclátor publicado por el INE.                          |

### Lugar
| Gráfica de evolución demográfica de Lebozán (lugar) entre 2000 y 2022 |
|                                                                       |
| Datos según el nomenclátor publicado por el INE.                      |